# Dietrich von Saucken
Dietrich Friedrich Eduard Kasimir von Saucken (Fischhausen, 16 de mayo de 1892-Pullach, 27 de septiembre de 1980) fue un general del Ejército alemán durante la Segunda Guerra Mundial. Fue el último militar que recibió la Cruz de Caballero de la Cruz de Hierro con Hojas de Roble, Espadas y Brillantes durante la contienda, coincidiendo con la rendición de Alemania a los aliados.

## Biografía
Nacido en Fischhausen, en lo que entonces era Prusia Oriental, Saucken se unió al Ejército alemán en 1910 como un Fahnenjunker (alférez) y fue ascendido a Subteniente el 19 de junio de 1912. Después de la Primera Guerra Mundial (1914-1918) sirvió como coronel en el Reichswehr de la República de Weimar, siendo promocionado a Mayor general el 1 de enero de 1942. Fue nombrado comandante de la 4.ª División Panzer a finales de 1941, para posteriormente servir como jefe superior de la Escuela alemana de tropas móviles (Schule für Schnelle Truppen). Durante la Batalla de Moscú, al frente de la 4.ª División Panzer, se opuso a la contraofensiva invernal soviética.
A finales de junio de 1944, como comandante del III Cuerpo Panzer en el Frente oriental, Saucken creó una formación ad hoc conocida como "Grupo von Saucken" a partir de los restos de numerosas unidades que habían sido aplastadas durante el asalto soviético sobre el Grupo de Ejércitos Centro. Esta agrupación (posteriormente designada como XXXIX Cuerpo Panzer) intentó defender la ciudad ocupada de Minsk y temporalmente logró mantener abierta la ruta de escape a través del río Berézina que permitió la retirada de los soldados alemanes cuando se impuso la superioridad de las Fuerzas soviéticas. A finales de año, en diciembre, fue puesto al frente de la División Grossdeutschland y en enero de 1945 intervino en la Ofensiva del Vístula-Óder. El 15 de enero trató de organizar un contraataque para rechazar los ataques del Ejército Rojo, pero los rápidos avances soviéticos obligaron a retroceder a la división antes siquiera de haber alcanzado su objetivo.
El 12 de marzo de 1945 Hitler convocó a su Cuartel general de Berlín al general Saucken, nombrándole comandante del 2.º Ejército y poniéndole bajo las órdenes de Albert Forster, Gauleiter de Danzig. Saucken, sin embargo, respondió a Hitler que no se pondría a las órdenes de un "Gauleiter". Para sorpresa de los presentes, Hitler aceptó que retuviera el mando en su persona, aunque despidió a Saucken sin estrecharle la mano y éste salió de la habitación haciendo una ligera inclinación. Sin embargo, este supuesto incidente es negado por el testigo presencial Heinz Linge en su libro "Tras las huellas del Führer". El general Von Saucken era considerado un comandante leal a quien este comportamiento ciertamente no encajaba (recibió la Cruz de Caballero con Hojas de Roble, Espadas y Diamantes el 8 de mayo). Además, Linge describe como absolutamente increíble el hecho de que no se hubiera dirigido a Hitler con "Mein Führer" y con la mano plana sobre la mesa de mapas.  Durante los últimos meses de la contienda retuvo el mando del 2.º Ejército en su defensa de Prusia oriental y occidental, hasta que el 8 de mayo ordenó la rendición incondicional de su ejército y de todas las fuerzas alemanas en la zona. Durante todo este tiempo la resistencia del batiburrillo de unidades bajo su mando (ahora reorganizadas como AOK Ostpreußen) permitió la evacuación de 300.000 civiles y militares alemanes. La capitulación de las tropas alemanas se alargó hasta el 14 de mayo. El Gran almirante Karl Dönitz, nuevo líder alemán desde el gobierno de Flensburgo, le hizo una oferta para salir del cerco y volar hacia la zona todavía controlada por las fuerzas alemanas, pero Saucken rechazó esta opción y permaneció en su puesto. Después de la rendición, fue hecho prisionero por los soviéticos e inicialmente fue transferido a Lubianka, y posteriormente trasladado a la Prisión central de Orel.
Saucken fue el último oficial alemán que recibió la Cruz de Caballero de la Cruz de Hierro con Hojas de Roble, Espadas y Brillantes durante la Segunda Guerra Mundial. Saucken fue liberado de su cautiverio por los soviéticos en 1955. Murió en Pullach, cerca de Múnich, en 1980.

## Condecoraciones y honores

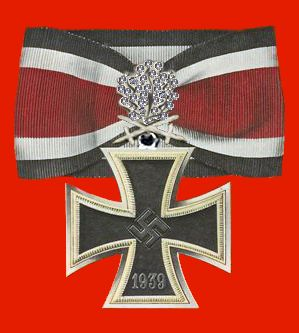
Cruz de Caballero de la Cruz de Hierro con Hojas de Roble, Espadas y Brillantes

- Cruz de Hierro de 2.ª clase (19 de octubre de 1914)[5]
- Cruz de Hierro de 1.ª clase (23 de mayo de 1916)[5]
- Orden de la Casa de Hohenzollern con espadas en cinta de guerra
- Cruz al mérito de guerra con espadas
- Broche de la Cruz de Hierro:
  - 2.ª clase (13 de septiembre de 1939)[5]
  - 1.ª clase (3 de octubre de 1939)[5]
- Cruz de Caballero de la Cruz de Hierro con Hojas de Roble, Espadas y Brillantes:
  - "Cruz de Caballero" el 6 de enero de 1942 como Generalmajor y líder de la 4.ª División Panzer[6]
  - "Hojas de roble" el 22 de agosto de 1943 como Generalleutnant y comandante de la 4.ª División Panzer[6]
  - "Espadas" el 31 de enero de 1944 como Generalleutnant y comandante de la 4.ª División Panzer[6]
  - "Diamantes" el 8 de mayo de 1945 como General der Panzertruppe y comandante en jefe del AOK Ostpreußen[6]
- Mencionado tres veces en el Wehrmachtbericht, el boletín diario realizado por el Alto Mando de la Wehrmacht.
- Premio de la Wehrmacht de 4.ª Clase por 4 años de Servicios
- Premio de la Wehrmacht de 3.ª Clase por 12 años de Servicios
- Medalla "Batalla de invierno en el Este 1941/42"
- Cruz de Honor para los combatientes del Frente de 1914-1918

### Menciones en elWehrmachtbericht
| Fecha                  | Original alemán en el Wehrmachtbericht | Traducción al español |
| ---------------------- | --- | --- |
| 3 de diciembre de 1943 | Im Mittelabschnitt war der Druck des Feindes gegen unsere Stellungen im Raum von Gomel schwächer. In den zähen und erbitterten Abwehrkämpfen der vergangenen Tage haben hier die main-frankische 4. Panzerdivision unter Generalleutnant von Saucken und die bayerische 296. Infanteriedivision unter Generalleutnant Kullmer bei schwierigen Kampfverhältnissen alle Durchbruchsversuche der Sowjets vereitelt. | En el sector centro, la presión del enemigo contra nuestras posiciones en el área de Gomel era menor. En las difíciles y feroces batallas defensivas de los últimos días, se encontraban la 4.ª División panzer del Teniente general Von Saucken y la 296.ª División de infantería [bávara] del Teniente general Kullmer, frustrando todos los intentos de ruptura soviéticos en unas complicadas circunstancias de combate. |
| 5 de julio de 1944     | Südlich Minsk kämpfen sich unsere Verbände weiter zurück. Nordwestlich der Stadt wurden heftige Angriffe der Bolschewisten abgewiesen. Hier schoß eine Panzerkampfgruppe unter Führung des Generalleutnants von Saucken in beweglicher Kampfführung in der Zeit vom 27. Juni bis 3. Juli 232 feindliche Panzer ab.                                                                                               | Nuestras unidades siguen luchando al sur de Minsk durante la retirada. Al noroeste de la ciudad fueron rechazados los violentos ataques de los bolcheviques. Aquí se encontraba desplegado un grupo de blindados bajo la dirección del Teniente general Von Saucken, que en el periodo del 27 de junio al 3 de julio destruyó 232 tanques enemigos.                                                                          |
| 9 de mayo de 1945      | Dem Oberbefehlshaber, General der Panzertruppe von Saucken, wurden als Anerkennung für die vorbildliche Haltung seiner Soldaten die Brillanten zum Eichenlaub mit Schwertern zum Ritterkreuz des Eisernen Kreuzes verliehen. | El comandante en jefe, el General de tropas blindadas Von Saucken, ha sido galardonado con los diamantes de las Hojas de Roble con Espadas para su Cruz de Caballero de la Cruz de Hierro, en reconocimiento a la ejemplar actitud de sus soldados. |